# Harvey Washington Banks
Harvey Washington Banks (Atlantic City, 7 de fevereiro de 1923 – 1979) foi um astrônomo, pesquisador e professor universitário norte-americano.
Banks foi o primeiro afro-americano a obter um doutorado em astronomia, pela Universidade Georgetown, em 1961. Sua pesquisa focava em determinação de órbitas, mecânica celeste, espectroscopia de alta dispersão e determinantes geodésicas.

## Biografia
Banks nasceu na cidade de Atlantic City, em Nova Jérsei, em 1923, mas se criou em Whashington D.C.. Era filho de Nettie Lee Jackson e Harvey Banks, Sr.. Banks cursou o ensino médio na Dunbar High School e ingressou na Universidade Howard onde se graduou em física, em 1946. Em 1948, obteve o mestrado, também pela Howard, em física.
Convidado a lecionar na Howard, Banks ficou até 1952, quando começou a trabalhar para a iniciativa privada como engenheiro eletrônico para a National Electronics, Inc.. Dois anos depois, retornou às salas de aulas, para as escolas públicas de Washington D.C., onde ficou mais dois anos, até retornar para a universidade como pesquisador assistente em astronomia no Observatório do Georgetown College, enquanto tentava o doutorado pela Universidade Georgetown. Em 1961, tornou-se o primeiro afro-americano a obter um doutorado em astronomia. Sua tese tratava das propriedades da luz vindas de fontes distantes.
Continuou como convidado em Georgetown um ano após a defesa do doutorado, para então se tornar pesquisador associado e professor assistente de 1963 a 1967. Neste período, ele foi professor na American University e na Universidade Estadual do Delaware, que o nomeou, em 1967, professor de astronomia e matemática.
Em 1969, ele retornaria para sua alma mater, a Universidade Howard, como professor associado de astrnomia. Dois anos depois, a universidade o nomearia professor de física, cargo que manteve até sua morte.
Além do estudo da espectroscopia, Banls também trabalhava com medições geodésicas. Também trabalhava com mecânica celete e orbital. Em 1970, ele supervisionou a construção de um observatório nos arredores de Washington D.C., como membro do Projeto Beltsville.

## Morte
Banks morreu em 1979. Casado com Ernestine Boykin, ele deixou quatro filhos, Harvey III, Deborah, Dwann e Darryle.